# Rue Henri-Poincaré (Paris)
Pour les articles homonymes, voir rue Henri-Poincaré.
La rue Henri-Poincaré est une voie du 20e arrondissement de Paris, en France.

## Situation et accès
La rue Henri-Poincaré est une voie publique située dans le 20e arrondissement de Paris. Elle débute au 141 ter-145, avenue Gambetta et se termine au 10, rue Saint-Fargeau.

## Origine du nom
Elle porte le nom du mathématicien français Henri Poincaré (1854-1912).

## Historique
Cette rue est ouverte sous sa dénomination actuelle à partir de 1912 sur un terrain d'une ancienne usine de la Compagnie parisienne de l'Air comprimé ouverte en 1888 et remplacée par les installations plus importantes du quai de la gare .

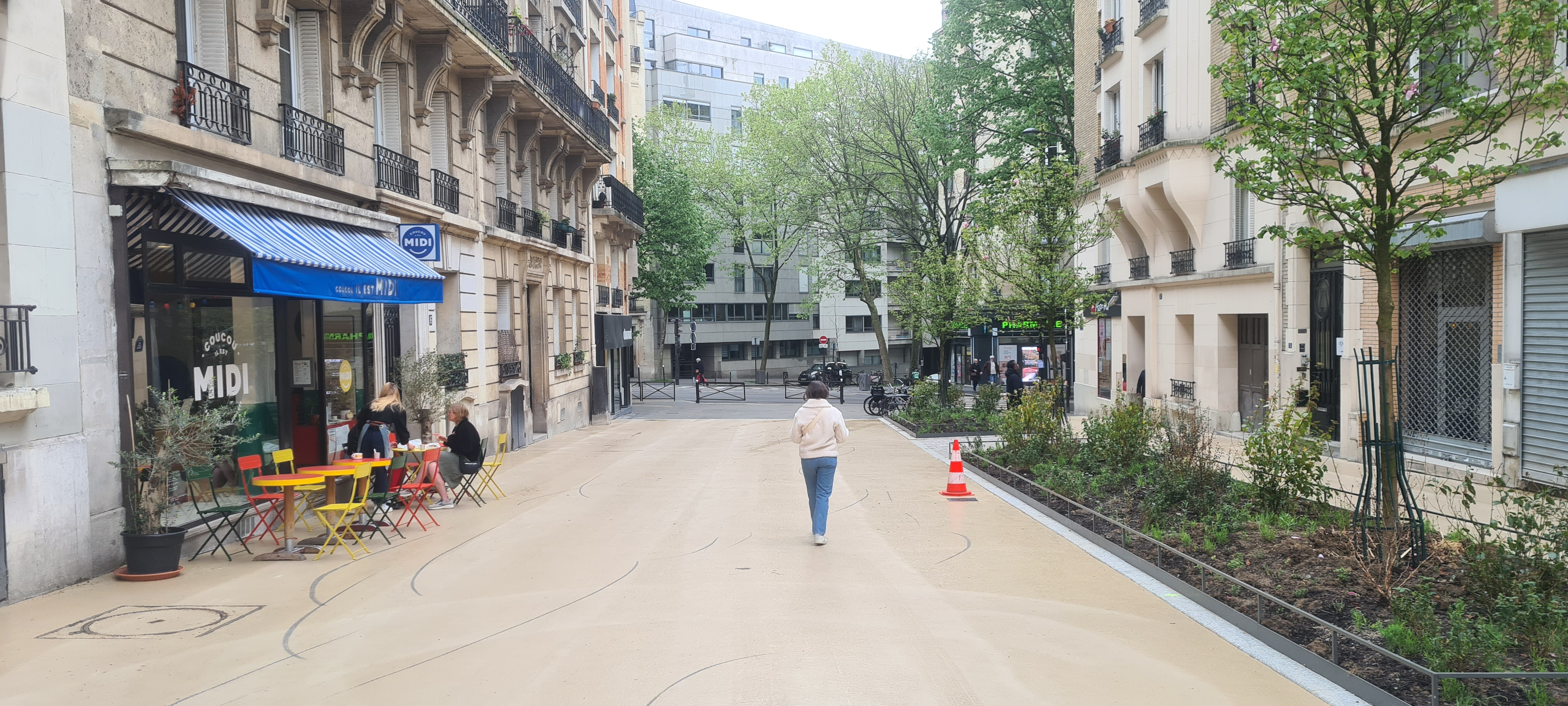
La partie située entre la rue Jules-Dumien et l'avenue Gambetta a été piétonnisée en 2023.